# Спанбонд
Спанбонд (англ. spunbond) — назва технології виробництва нетканого матеріалу з розтопу полімеру фільєрним способом. Часто в професійному середовищі терміном «спанбонд» позначають матеріал, зроблений за технологією «спанбонд».
Сутність фільєрного способу полягає в наступному: розтоплений полімер виділяють через фільєри у вигляді тонких безперервних ниток, які потім витягують в повітряному потоці і, лягаючи на рухомий транспортер, вони утворюють текстильне полотно. Нитки на сформованому полотні згодом скріплюють.

## Технологія виробництва
Сировиною для виробництва матеріалу «спанбонд» є полімери з широким молекулярно-масовим розподілом, такі як поліпропілен, поліетилентерефталат (поліестер), поліамід та ін. Найчастіше для виробництва «спанбонду» використовують поліпропілен, оскільки він дозволяє отримувати найщільніший розподіл волокон у полотні і забезпечує високе вироблення волокон в перерахунку на кілограм сировини.
Процес формування полотна включає наступні основні етапи:
1. Підготовка і подача полімерної сировини до плавильного пристрою
2. Розтоплення полімеру і фільтрування розтопу
3. Подача розтопу на фільєрний комплект
4. Формування волокон
5. Аеродинамічна витяжка і охолодження волокон повітрям
6. Укладання волокна на транспортер для формування полотна
7. Каландрування і намотування матеріалу

Гранули полімеру надходять в екструдер, в якому здійснюють процес розтоплення, після чого, розтоплений полімер продавлюють через спеціальні отвори — фільєри, утворюючи нескінченні нитки.
Фільєра являє собою металеву пластину з отворами, виготовлену з жароміцної криці. Фільєри розрізняють за кількістю отворів, їх діаметром і формою. Діаметр отворів в фільєрі може варіювати від 250 до 1200 мкм. Фільєри розташовують на спеціальній фільєрній балці, при цьому у виробництві для щільнішого розташування волокон на полотні найчастіше використовують кілька балок (зазвичай два або три).
Перед укладанням на транспортер нитки проходять стадію витяжки — аеродинамічним або механічним способом. Найширше поширення отримав аеродинамічний спосіб витяжки, тобто, в витягненні ниток під дією високошвидкісного повітря, що надходить з ежектора. У процесі витягування нитки охолоджуються набувши міцність.
На виході з ежектора охолоджені нитки спадають на транспортер, рівномірне і однорідне розподілення ниток на полотні здійснюють з допомогою спеціальних пристроїв, розташованих в ежекторі. Швидкість руху транспортера може змінюватися, завдяки чому можна досягати різну щільність матеріалу.
Для скріплення сформованого полотна можна використовувати один з наступних способів:
- голкопроколювання,
- хімічне просочення ниток з'єднувальною речовиною,
- термоскріплення на каландрі,
- водоструменеве скріплення
- термоскріплення гарячим повітрям

Спосіб скріплення матеріалу визначає сфери його подальшого використання. Найпоширеніший спосіб скріплення ниток у полотні — термоскріплення на каландрі — використовують для полотен щільністю не більш ніж 150 г/м2 . Для щільніших полотен (понад 150г/м2) найчастіше використовують голкопробивний спосіб скріплення. Таким чином, діапазон можливих щільностей спанбонду варіює від 15 до 600 г/м2.
В цей час удосконалення технологій виробництва фільєрних нетканих матеріалів типу «спанбонд» іде шляхом отримання бікомпонентних (елементарні волокна отримують співекструзією з двох або більше полімерів) матеріалів, що поєднують в собі властивості вихідних полімерів. Так, наприклад, велика популярність є у матеріала СМС («спанбонд» — «мелтблаун» — «спанбонд»). «Мелтблаун» — технологія «мелтблаун» передбачає формування волокон шляхом роздування розтопленого полімеру (фільєрно-роздувна технологія) гарячим повітрям безпосередньо на транспортерний стіл. Матеріал, отриманий за технологією «спанбонд», має ряд характеристик, які зумовлюють його широке застосування в багатьох галузях промисловості.

## Властивості
При визначенні придатності нетканих матеріалів «спанбонд» для використання у відповідних галузях промисловості проводять комплексну оцінку матеріалу, яка дозволяє точніше визначити поведінку «спанбонду» в експлуатації. З цією метою, перш за все, необхідно встановити, яким впливам  буде підданий матеріал в умовах експлуатації і які властивості він повинен мати, щоб відповідати пропонованим до нього у зв'язку з цим вимогам. Таким чином, при оцінці спанбонду зважують на його геометричні, фізико-механічні і гігієнічні властивості.

### Геометричні властивості
Геометричні властивості характеризують товщину, ширину і довжину матеріалу.

### Товщина матеріалу
Товщину нетканого матеріалу визначають його призначенням і способом виробництва. Від товщини нетканого матеріалу залежить його повітропроникність, твердість, теплоізоляційні властивості тощо.

### Ширина матеріалу
Ширину нетканого матеріалу визначають відстанню між кромками і вона коливається в широких межах — від 6 см до 4 м і більше. «Спанбонд» легко кроїти, тому багато виробників здійснюють нарізку нетканого матеріалу «спанбонд» на необхідні споживачам ширини.

## Фізико-механічні властивості
Щільність матеріалу
Щільність матеріалу може варіювати від 10 г/м2 до 600 г/м2. Найчастіше щільність матеріалу визначає сферу застосування спанбонду, так, наприклад, матеріал щільністю 40 г/м2 можуть використовувати для пошиття одноразового одягу, а щільністю 200 г/м2 для геотекстилю.
Стійкість до стирання і зминання

Зберігання форми
властивість матеріалу протягом тривалого часу зберігати форму після видалення навантаження, що викликало місцеву деформацію. Чим швидше матеріал набуває початкову форму, тим краще його пружні властивості.
Низька електропровідність

Високе розривне навантаження в сухому і мокрому стані
Термін «розривне навантаження» потрібно розуміти, як найбільше зусилля, що витримують нитки при їх розтягуванні до розриву. «Спанбонд» надзвичайно міцний матеріал, здатний витримувати значні навантаження.
Стійкість до високих і низьких температур і атмосферних впливів

Важливою характеристикою, що визначає в ряді випадків можливість використання спанбонду для різних виробів, є його стійкість до дії високих і низьких температур.
При впливові підвищених температур фізико-механічні властивості волокон в спанбонді змінюються: спадає міцність волокон, волокна всідають, стають м'якшими або навіть розкладаються. Стійкість волокон до високих температур називають тепло - і термостійкістю, а до низьких — морозостійкістю.
Теплостійкістю називають здатність волокон зберігати свої фізико-механічні властивості при підвищених температурах.
Термостійкістю називають стійкість волокон до хемічного розкладання при підвищеній температурі. Термостійкість визначають за зміною фізико-механічних властивостей волокон після впливу температури. Нетканий матеріал «спанбонд» стійкий до впливу води, кислот і лугів, має низьке водопоглинання, не гниє і не пліснявіє, що сприяє його тривалому використанню. Володіє морозостійкістю і витримує низькі температури (-55 °C) без зміни міцності, при введенні спеціальних добавок може набувати термостійкість до 130 °C.
Здатність до рівномірного і глибокого фарбування
«Спанбонд» легко забарвити в будь-які кольори за допомогою додавання в розтоп полімеру спеціальних барвників. Крім того, на вже готові вироби з спанбонду можна наносити зображення будь-яких кольорів. Цю властивість спанбонду широко викорисьовують  в легкій промисловості.

### Гігієнічні властивості
«Спанбонд» не має властивості утворювати токсичні з'єднання в повітряному середовищі і стічних водах у присутності інших речовин і факторів при температурі довкілля.

## Галузі застосування
Через особливості виробництва та багатогранності фізико-механічних властивостей нетканих матеріалів «спанбонд» і СМС, їх широко використовують в багатьох галузях промисловості і народного господарства. Заведено сегментувати сфери застосування цих матеріалів наступним чином:
- Агротекстиль, укривні і мульчуючі матеріали;
- Матеріал для гігієнічних виробництв;
- Матеріал для виготовлення одноразового одягу, в тому числі медичного;
- Основа для будівельних мембран і гідроізоляційних матеріалів;
- Матеріал, що застосовують в легкій промисловості в ролі фурнітурно-пакувального, в тому числі виробництві м'яких меблів, ортопедичних матраців, виготовленні чохлів, сумок і т. д.

## Агротекстиль
Агротекстиль — спанбонд, що застосовують, як покривний матеріал в сільському господарстві. Різновид спанбонду для сільськогосподарського застосування отримав назву «квітка». Такий спанбонд виходить при введенні в розтоп спеціальних ультрафіолетових стабілізаторів (СУФ), що запобігають процесу руйнування поліпропілену під дією променів сонця. Додатковою особливістю агротекстилю є те, що в більшості випадків це спанбонд з УФ-стабілізатором що пройшлов додаткову переробку - конвертацію: подовжню і/або поперечну порізку, спайку, зміцнення краю та ін. Виробники професійного агротекстилю випускають полотна матеріалу спаяні або склеєні поздовжно. Ширина таких полотен може досягати 24 м, що дозволяє ефективніше використовувати земельні ділянки і робочий час персоналу. Найвідомішими в Європі торговими марками професійного агротекстилю є LUTRASIL (Німеччина), AGRYL / NOVAGRYL (Франція), AGREEN (Україна).
Білий (натуральний колір) спанбонд використовують для укривання рослин, чорний — для мульчування грунту.

## Виробництво засобів жіночої та дитячої гігієни
Матеріал для виробництва засобів жіночої та дитячої гігієни (прокладки, підгузники) — застосовують в ролі одного чи кількох зовнішніх і внутрішніх шарів у виробі. Служить шаром для утримання поглинаючих шарів за умови пропускання вологи і повітря, для додання анатомічної форми виробам.

### Особливості
Матеріал «спанбонд», рідше СМС низьких густин (від 15 до 25 г/м2). Найчастіше при виробництві потрібне введення добавок TIO2 для додання білого кольору і антимікробних властивостей, а також надання готовому матеріалу гідрофільних (всмоктуючих вологу) властивостей.
Застосування нетканих матеріалів при виробництві засобів гігієни дозволяє:
- вести виробництво на високошвидкісних автоматичних лініях з мінімальною кількістю перезаправок сировини;
- виробляти продукцію з високими споживчими властивостями.

### Товари замінники
- Термобонд — матеріал, вироблений з штапельного хемічного або сумішевого з натуральним хемічного волокна шляхом термічного скріплення в полотно (аналогічного скріпленню «спанбонд») штапельних волокон.
- Спанлейс — матеріал, виготовлений із суміші хемічних штапельних волокон (поліпропілен) з додаванням натуральних волокон (целюлоза, віскоза), скріплений способом гідроспутування. Суміш волокон, сформованна в килим, піддають впливу великої кількості тонких струменів води під великим тиском. Волокна переплутуються і матеріал отримує міцність на розрив. Такий вид нетканих матеріалів має нижчі ФМ показники, але і м'якші тактильні відчуття.
- Ейрлейд (айрлайд, airlaid) — в загальному випадку сировиною для приготування матеріалу є деревна целюлоза сульфатна (вибілена або ні), і агент,  що скріплює , який може бути різним:

- - Термічне скріплення (TBAL: Thermobonded Airlaid) — агент, що скріплює  — бікомпонентне хемічне волокно штапельне (ядро волокна з поліетеру, оболонка з поліетилену), штапельні волокна змішують з целюлозою в повітряному потоці,  формування йде на рухомій сітці, волокна проходять через піч, в якій поліетиленова оболонка хемічних волокон топиться і це скріплює полотно.

- - Скріплення з використанням сполучних (LBAL: Latexbonded Airlaid) — замість штапельних волокон застосовують латекси — дисперсії або емульсії полімерів на водній основі.

- - Комбіноване скріплення (MBAL: Multibonded Airlaid) — комбінація штапельних волокон і латексу, як агентів, що скріплюють.

- - Гідрогенне з'єднання за допомогою водневого зв'язку (HBAL: Hydrogenbonding Airlaid) — міцність на розрив матеріал з целюлози отримує при одночасній обробці теплом і тиском.

### Переваги
Нетканий матеріал, виготовлений за технологіями «спанбонд» і СМС має низку переваг при використанні його у виробництві засобів гігієни:
- значна міцність, що дозволяє автоматичним лініям працювати на великих швидкостях;
- вартість внаслідок технологічної особливості одночасного витягування волокон і формування полотна, при цьому більш низькі енергетичні витрати на виробництво (порівняно з технологіями «Спанлейс» і «Ейрлейд»).

## Виробництво одноразового одягу
При виробництві одноразового одягу в усьому світі широко застосовують неткані матеріали, виготовлені за технологіями «спанбонд» і СМС. Це дозволяє отримувати комплекти або окремі елементи захисного одягу, що володіють заданими властивостями і при цьому недорогі у виробництві.
Продукція, що належить до цього сегменту ринку нетканих матеріалів, призначена, в першу чергу, для медичних лікувальних та профілактичних установ, косметологічних і процедурних салонів. Крім медичної та косметологічної галузей варто відзначити широке застосування одноразового одягу, як захисного та спеціального одягу при проведенні різних робіт.
Неткані матеріали, в цьому сегменті представлені «спанбондом» і СМС в густинах від 15 до 60 г/м2, та широким асортиментом кольорів.
Також, деякі матеріали вимагають додаткової обробки.
Необхідно врахувати, що багато комплектів одягу та білизни, призначені для операційного або післяопераційного обслуговування в медичних установах (комплекти хірурга та іншого персоналу в операційних, хірургічні маски, операційні та післяопераційні простирадла, стерильні бинти і т. д. після розкрою і шиття виробу проходять процес стерилізації. Як правило, це або радіаційна стерилізація, при якій вироби зазнають короткочасного дії радіації, або інші види стерилізації (високотемпературний вплив, автоклавування, обробка  хемічними сполуками).

### Товари-замінники
Натуральні, синтетичні і змішані тканини (бавовна, віскоза, поліефір, поліамід).
При аналізі тенденцій світового споживання тканин для сегмента одноразового одягу можна помітити, що за останній час відбувся значний зсув в бік застосування захисного одягу з нетканих матеріалів.

### Будівельні мембрани
Будівельні мембрани — рулонні або листові матеріали, застосовувані для захисту будинків і споруд, а також їх окремих елементів від дії кліматичних чинників. Їх використання дозволяє продовжити термін служби будівельних, оздоблювальних або теплоізоляційних матеріалів і скоротити витрати на будівництво в частині економії останніх.
Будівельні мембрани поділяють на кілька груп, залежно від виконуваних функцій:
- вітроізоляція — служить для захисту від продування вітрами фасадних або дахових систем — як правило, застосовують нетканий матеріал «спанбонд» з УФ-стабілізатором;
- пароізоляція — призначена для ізоляції в покрівельних і стінових конструкціях утеплювального матеріалу від водяних парів, що надходять зсередини приміщення, зберігаючи тим самим низьку теплопровідність і захищає від утворення конденсату всередині теплоізолюючих матеріалів, але при цьому зберігаючи повітропроникність конструкції. В ролі таких мембран часто виступає нетканий матеріал «спанбонд», ламінований «дихаючої» плівкою, пори якої в діаметрі менше розміру молекули води;
- гідроізоляція — тип мембран, що запобігає попаданню атмосферних опадів або грунтових вод в будівельні конструкції або елементи будівель і споруд. Застосовують на фундаментних, стінових, покрівельних і інших конструкціях. Виготовлення подібних мембран полягає в нанесенні гідроізоляційного шару (бітум, інші сполуки) на армуючий шар матеріалу (картон, скловолокно, поліетерні неткані матеріали). Застосування цього виду в будівельних плівках нетканого поліпропіленового матеріалу «спанбонд» обмежено його фізико-механічними характеристиками (поліпропілен не витримує нанесення бітумних мастик при температурі понад 150 °C) — застосовують тільки ламінований плівкою матеріал в легких покрівельних, стінових або міжповерхових конструкціях для захисту від протікання або при виконанні покрівельних робіт в умовах поганої погоди.

### Фурнітурно-пакувальні матеріали
Фурнітурно-пакувальний матеріал — мова йде про неткані матеріали «спанбонд», що застосовують для дублюючого або захисного матеріалу в меблевій промисловості (виробництво м'яких меблів, матраців), в швейних виробах (корсажні стрічки, підкладкові матеріали) або про матеріали, які є основою для виготовлення чохлів, сумок, підкладок, покривал і т. д.
Цей сегмент має широкий асортимент застосовуваних матеріалів за кольором і щільністю, а також великою кількістю споживачів.